# Oncideres bella
Oncideres bella är en skalbaggsart som beskrevs av Martins och Maria Helena M. Galileo 1999. Oncideres bella ingår i släktet Oncideres och familjen långhorningar. Inga underarter finns listade i Catalogue of Life.